# Sergey Hernández
Sergey Hernández Ferrer (* 17. Juni 1995 in Kropotkin, Russland) ist ein spanischer Handballspieler. Der 1,97 m große Torwart spielt seit 2023 für den deutschen Bundesligisten SC Magdeburg und steht zudem im Aufgebot der spanischen Nationalmannschaft.

## Vereinskarriere
Als Sergey Hernández mit seiner Familie in Dänemark lebte, begann er im Alter von zwölf Jahren mit dem Handball. Fünf Jahre später kehrte die Familie nach Spanien zurück und Sergey stand fortan für BM Helvetia Anaitasuna im Tor. Im Erwachsenenbereich lief er für den Verein aus Pamplona zunächst in der zweiten Mannschaft auf, ab 2015/16 in der Liga ASOBAL. Im EHF-Pokal gab er am 21. November 2015 sein internationales Debüt. Im EHF-Pokal 2016/17 schied man erst im Viertelfinale gegen den SC Magdeburg aus. Zur Saison 2018/19 wechselte er zum CB Ciudad de Logroño, mit dem er in den nächsten beiden Spielzeiten jeweils den dritten Platz in der Liga erreichte und erneut am EHF-Pokal teilnahm. Ab 2020 stand er beim portugiesischen Verein Benfica Lissabon unter Vertrag. Mit Benfica gewann er die EHF European League 2021/22 und den portugiesischen Supercup 2022. Im Sommer 2023 wechselte Hernández zum deutschen Spitzenklub SC Magdeburg. Beim IHF Super Globe 2023 gewann er mit dem SCM die Klub-Weltmeisterschaft. Im darauffolgenden Jahr gewann er mit dem SCM den DHB-Pokal, Hernández wurde beim Pokalsieg zum MVP des Final Fours gekürt. Zudem wurde er mit Magdeburg 2024 deutscher Meister. Im Finale der EHF Champions League 2024/25 zeigte Hernández beim 32:26-Sieg gegen die Füchse Berlin mit 18 Paraden eine herausragende Leistung.

## Nationalmannschaft
In der spanischen Nationalmannschaft debütierte Sergey Hernández am 28. Oktober 2017 gegen Deutschland in Magdeburg.  Mit Spanien gewann er bei den Mittelmeerspielen 2018 in Tarragona die Bronzemedaille. Bei der Weltmeisterschaft 2021 war er dritter Torwart im Kader und ersetzte nur für das Spiel gegen Uruguay Stammtorhüter Gonzalo Pérez de Vargas. Am Turnierende wurde er mit der Bronzemedaille belohnt. Bei der Europameisterschaft 2022 gewann er mit Spanien die Silbermedaille, er wurde nur im Vorrundenspiel gegen Bosnien-Herzegowina eingesetzt und warf dabei ein Tor. Bei den Mittelmeerspielen 2022 errang er mit Spanien die Goldmedaille. Für die spanische Olympiamannschaft 2024, die die Bronzemedaille bei den Olympischen Spielen gewann, war er als Ersatzspieler nominiert. Er gehörte zum spanischen Aufgebot zur Weltmeisterschaft 2025.

## Privates
Sergey Hernández wurde im russischen Kropotkin geboren und im Alter von drei Jahren von José Luís Hernández und Gregoria Ferrer adoptiert. Sein 2014 verstorbener Adoptivvater war Leichtathlet, dann Trainer und als Fitnesstrainer u. a. ab 2008 beim dänischen Verein KIF Kolding tätig. Seine Adoptivmutter nahm mit der 4-mal-400-Meter-Staffel an den Olympischen Spielen 1992 in Barcelona teil.
Sergey Hernández war auch als Model tätig.